# جاسبر جونز
جاسبر جونز (بالإنجليزية: Jasper Johns)‏ (6 فبراير 1995 في المملكة المتحدة - ) هو لاعب كرة قدم بريطاني في مركز الدفاع. شارك مع منتخب إنجلترا تحت 16 سنة لكرة القدم. أما مع النوادي، فقد لعب مع بورت فايل وشيفيلد يونايتد ونادي إيفرتون.

## وصلات خارجية
- جاسبر جونز على موقع قاعدة بيانات كرة القدم.إي يو (الإنجليزية)
- جاسبر جونز على موقع Soccerbase.com (لاعب) (الإنجليزية)